# Jan Adam z Auerspergu
Jan Adam Josef kníže z Auerspergu (německy Johann Adam Joseph Fürst von Auersperg; 27. srpna 1721 Vídeň – 11. listopadu 1795 Vídeň) byl česko-rakouský šlechtic z rodu Auerspergů a velkostatkář. V roce 1746 získal titul říšského knížete a stal se zakladatelem sekundogenitury Auerspergů. Převzetím dědictví první manželky z rodu Schönfeldů se stal jedním z největších pozemkových vlastníků v Českém království (Nasavrky, Žleby, Tupadly, Slatiňany). Na svých statcích inicioval řadu přestaveb zámků ve stylu baroka, byl též mecenášem hudebních skladatelů. Jeho druhá manželka Marie Vilemína z Neippergu proslula jako neoficiální milenka císaře Františka Štěpána Lotrinského. 

## Život

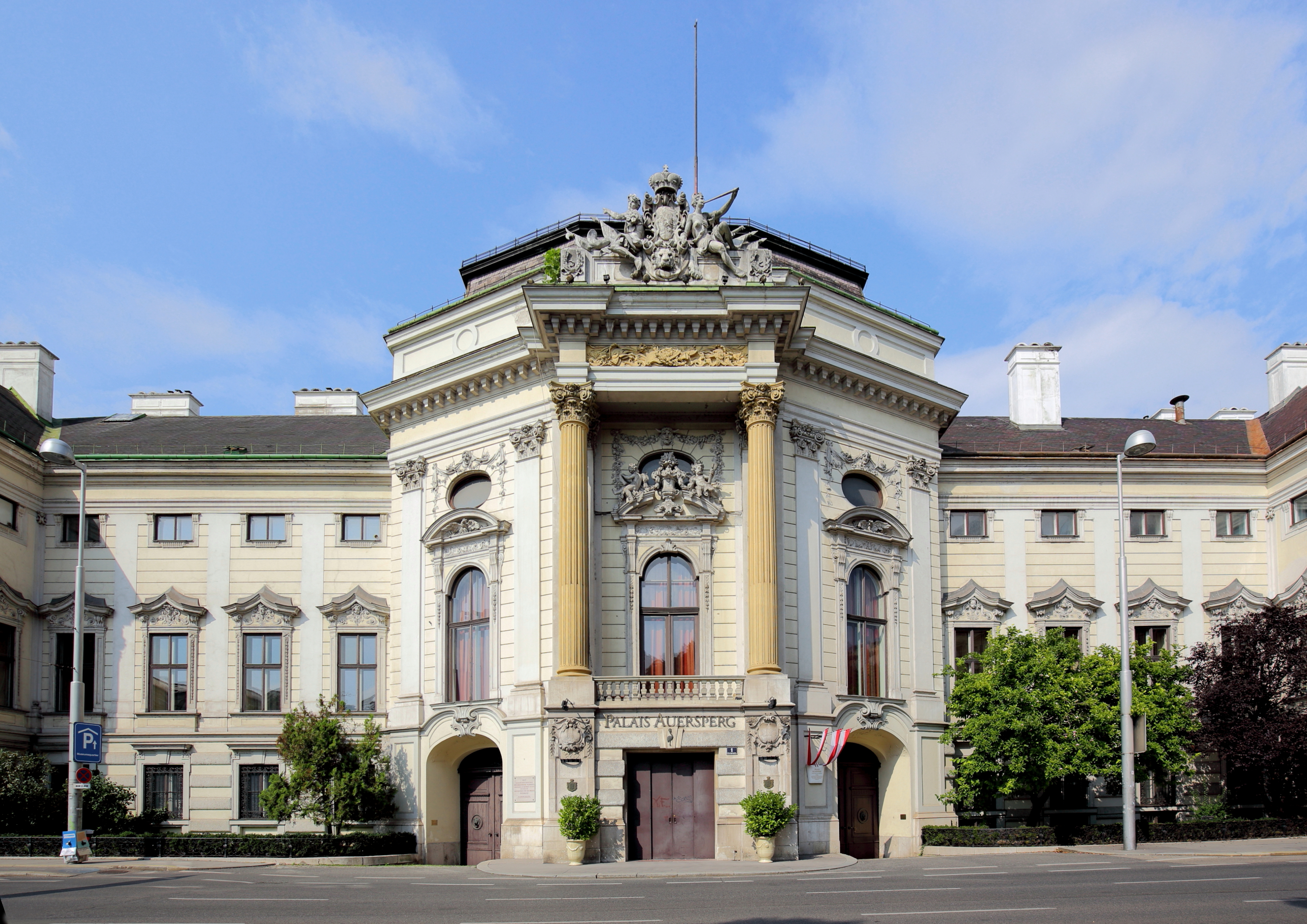
Palác Auerspergů ve Vídni

Byl druhorozeným synem Jindřicha Josefa knížete z Auerspergu a münsterberského vévody (1697–1783) a jeho první manželky Marie Dominiky princezny z Lichtenštejna (1698–1724), dcerou knížete Jana Adama Ondřeje z Lichtenštejna a jeho manželky Erdmundy Marie Terezie, rozené z Ditrichštejna. Díky postavení svého otce patřil od mládí k vlivným osobnostem císařského dvora ve Vídni, byl jmenován císařským komorníkem, později se stal tajným radou. V roce 1745 byl účastníkem císařské korunovace Františka Štěpána Lotrinského ve Frankfurtu nad Mohanem. Při příležitosti svého prvního sňatku s Kateřinou ze Schönfeldu, bohatou dědičkou několika panství v Čechách, byl v roce 1746 povýšen na říšského knížete, titul mu byl v roce 1747 potvrzen i pro České království. V roce 1764 se zúčastnil ve Frankfurtu další císařské korunovace Josefa II., s oznámením této události pak odjel jako mimořádný velvyslanec do Londýna, za zásluhy byl poté dekorován uherským Řádem sv. Štěpána. Členy císařské rodiny hostil několikrát na svých českých panstvích, kde pořádal slavnosti a hony. Největší hon uspořádal v roce 1790 ve Žlebech při příležitosti sňatku pozdějšího císaře Františka I. s neapolskou princeznou Marií Terezou. Na pozvání jejího otce, neapolského krále Ferdinanda IV., pak odjel do Neapole, kde obdržel Řád sv. Januaria. V roce 1791 byl účastníkem pražské korunovace Leopolda II. českým králem. Byl též nositelem čestných hodností nejvyššího komorníka a zemského maršálka Tyrolského hrabství.[zdroj?]

### Manželství a potomstvo

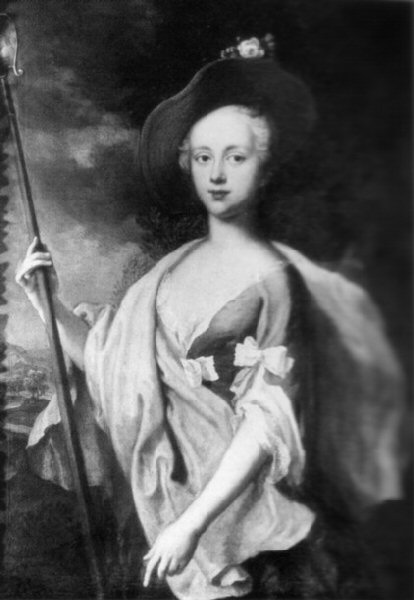
Marie Vilemína, rozená z Neippergu, druhá manželka knížete Jana Adama

Jan Adam z Auerspergu byl dvakrát ženatý. Poprvé se v roce 1746 v Schönbrunnu oženil s Marií Kateřinou hraběnkou ze Schönfeldu (1728–1753), dcerou a univerzální dědičkou Josefa Františka ze Schönfeldu Podruhé se 10. dubna 1755  oženil s hraběnkou Marií Vilemínou z Neippergu (1738–1775), dcerou polního maršála Viléma Reinharda z Neippergu, která proslula jako milenka císaře Františka Štěpána Lotrinského. Obě manželky získaly titul dáma Řádu hvězdového kříže. Z prvního manželství se narodil syn Josef Jindřich Jan (1749–1772) a další čtyři potomci, kteří zemřeli v dětství: Františka (1748–1752), Karel (1750–1752), Marie Terezie (1751–1754) a Marie Alžběta (1753–1754). Druhé manželství zůstalo bezdětné.

### Majetkové poměry a stavební aktivity

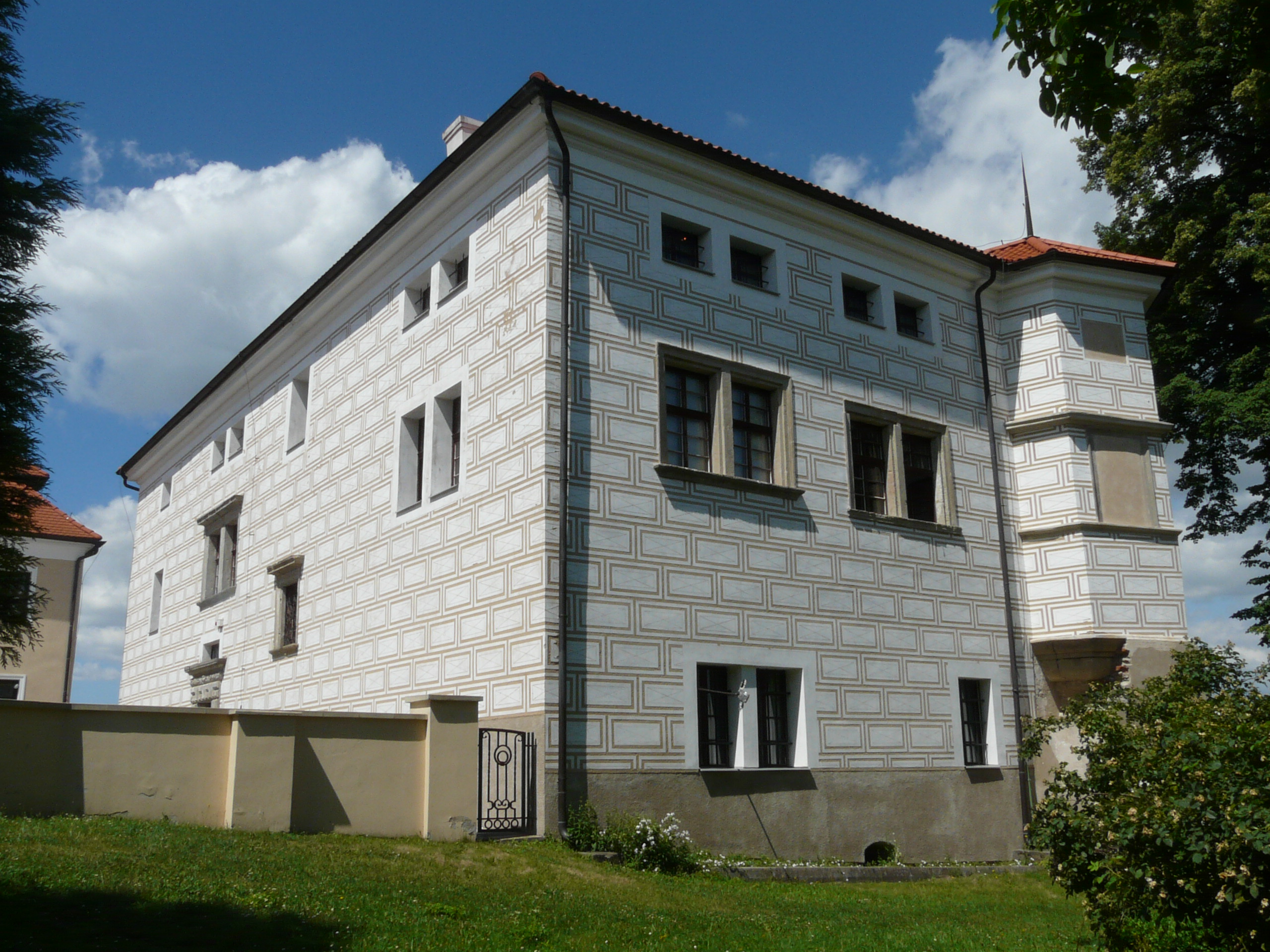
Zámek Nasavrky

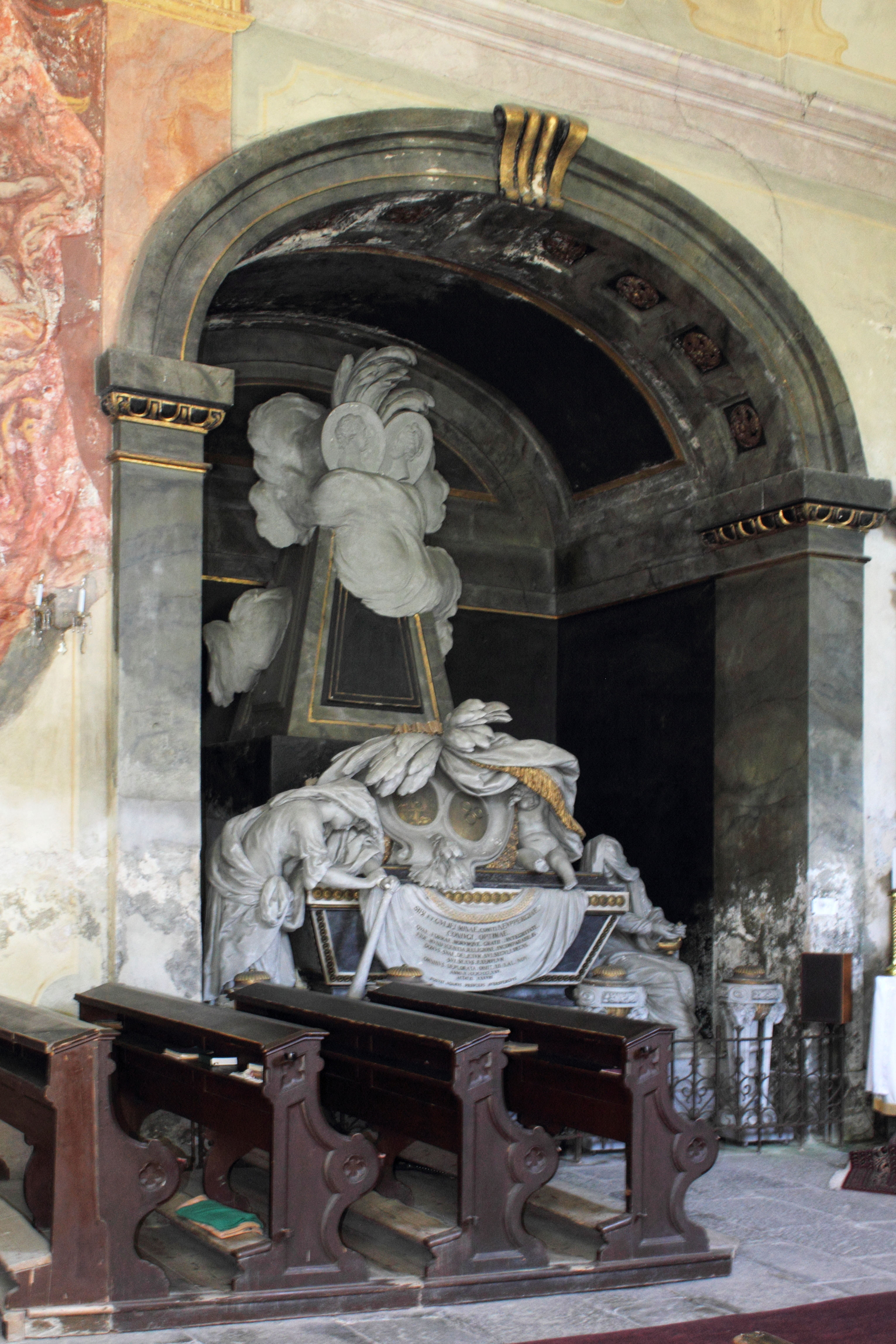
Náhrobek ve Žlebech

Po matce byl spolu s bratrem Karlem spolumajitelem severočeského panství Červený Hrádek spolu s dalšími připojenými statky. Na základě rodinné dohody se nakonec v roce 1766 stal jediným a samostatným majitelem panství. Při příležitosti návštěvy Josefa II. v severních Čechách nechal postavit lovecký zámek Kalek (1766), upravoval také interiéry zámku Červený hrádek. V roce 1771 celé panství prodal za jeden milión zlatých Janu Alexandru Rottenhanovi.
Po úmrtí své první manželky se stal univerzálním dědicem jejího rozsáhlého majetku ve východních Čechách. Jednalo se o panství Nasavrky s 88 vesnicemi, dále pak panství Tupadly a Žleby s připojeným statkem Slatiňany. Tímto majetkem v hodnotě přesahující jeden milión zlatých se Jan Adam stal jedním z největších pozemkových vlastníků v Českém království s ročním výnosem přibližně 48 000 zlatých. Marie Kateřina, rozená ze Schönfeldu, ještě za svého života nechala barokně upravit zámek Tupadly a z otcova dědictví vytvořila fideikomis. Jan Adam po převzetí majetku v roce 1754 přistoupil k řadě stavebních aktivit na svých českých panstvích. Správa nasavrckého panství byla v té době na zámku v Seči, protože tvrz v Nasavrkách byla zchátralá. Po roce 1754 byl zámek v Nasavrkách přestavěn a vrátila se sem centrální správa panství. Pro příležitostné pobyty nebo hospodářské potřeby bylo přestavěno nebo nově postaveno několik menších barokních zámků (Lipka, Lukavice, Zaječice). Vzniklo také několik hospodářských dvorů, kromě toho se kníže Jan Adam věnoval i podnikání (pyritové doly v Lukavici). Hlavní rezidencí Auerspergů v Čechách se stal zámek Žleby, který byl barokně přestavěn po druhém sňatku Jana Adama s Vilemínou z Neippergu. Oblíbeným letním sídlem byl zámek ve Slatiňanech, který prošel přestavbou ve dvou etapách v roce 1755 a v 80. letech 18. století, zámek tehdy získal trojkřídlou dispozici s čestným nádvořím. Hlavní sídla Auerspergů ve Žlebech a Slatiňanech mají svou současnou podobu až z 19. století po novogotických přestavbách.
V roce 1777 koupil od Filipa Kinského ve Vídni palác "Rosenkavalier Palais", dodnes známý jako Auersperský, který je dílem architekta Johanna Bernharda Fischera z Elachu. Okolí nechal upravit do podoby anglického parku a palác se stal významným místem setkávání rakouské šlechty. Mimo jiné zde byla zřízena soukromá divadelní scéna proslulá premiérovým uvedením řady hudebních děl dirigovaných samotnými autory (Wolfgang Amadeus Mozart, Joseph Haydn, Christoph Willibald Gluck).
Protože jeho synové z prvního manželství zemřeli v mladém věku, ustanovil dědicem svého synovce Karla Josefa Františka z Auerspergu, druhého syna staršího bratra Karla Josefa Antonína.

## Pocty
V roce 1862 byla po Janu Adamovi pojmenována vídeňská ulice Auerspergstrasse ve Vnitřním Městě (1. okres) a Josefstadtu (8. okres).[zdroj?]